# خانپور، پاکستان
خانپور (به اردو: خانپور) شهری در ایالت پنجاب (پاکستان) کشور پاکستان است که در سرشماری سال ۲۰۰۶ میلادی، ۱۴۶٫۰۳۲ نفر جمعیت داشته است.